# Władysław Gdula
Władysław Gdula (ur. 5 września 1880 w Niedanówce, zm. 19 lipca 1956 w Strzyżowie) – polski malarz.
Ukończył Seminarium Nauczycielskie w Rzeszowie (1896-1900), pracował jako nauczycieli kierownik szkoły powszechnej w Łopuszce Wielkiej, a następnie pracował w Brzozdowicach koło Lwowa. W tym czasie (podczas rocznego urlopu) odbył roczne studia malarskie. Wraz z hrabią Romanem Scipio, ziemianinem z Łopuszki, ówczesnym prezesem Towarzystwa Sztuk Pięknych w Krakowie, podróżował po Europie. Odwiedził Włochy, Niemcy, a także Wiedeń, Brukselę i Paryż.
W 1925 i 1936, w Krakowie, w Salonie Malarskim Towarzystwa Przyjaciół Sztuk Pięknych, odbyły się wystawy jego dorobku artystycznego. W 1932, jako emerytowany nauczyciel, przybył wraz z rodziną do Brzeżanki, gdzie jego żona objęła posadę kierownika miejscowej szkoły powszechnej. Wówczas poświęcił się zupełnie malarstwu. Po czterech latach zamieszkał w Strzyżowie przy ul. Polnej. W latach 1938–1939 Gdula prowadził w Strzyżowie kurs przysposobienia kupieckiego, pracował też jako tłumacz języka niemieckiego, ale większość swojego czasu poświęcał twórczości artystycznej. Malował przede wszystkim pejzaże, kwiaty, martwą naturę oraz portrety.